# Грб општине Нова Црња
Грб општине Нова Црња усвојен је на седници Скупштине општине која је одржана 26.02.2013. године.

### Историја грба
Нова Црња, општина основана након 2. Светског рата, никада званично није имала своје симболе, те је крајем 2012. године одлучено да је дошло време за то. Основана је Комисија за спровођење поступка избора предлога изгледа грба и заставе Општине Нова Црња, одређене су опште карактеристике симбола Општине, и конкурс за предају предлога грба Општине отворен је 15. јануара 2013. године. Конкурс је трајао до 14. фебруара исте године. Након завршетка конкурса, Комисија је након прегледа приспелих радова утврдила усклађеност пристиглих радова са конкурсним задатком и констатовала да је предлог професора Љубодрага Грујића, једног од најпознатијих Српских хералдичара, испунио и задовољио све услове конкурса.
На седници која је одржана 26. фебруара 2013. године, а којој је присуствовао и хералдичар Љубодраг Грујић који је одборницима објаснио симболику грба, Скупштина општине Нова Црње усвојила је одлуку о усвајању симбола општине Нова Црња чиме су грб и застава постали званични симболи општине.

### Грб
Званични симбол општине Нова Црња састављен је из четири кантона који су међусобно испреплетани у центру како би показали њихово окупљање у упштину као територијалну организацију. Боја позадине или штита грба је црвена боја која је национална боја Срба као и Мађара, две главне заједнице у општини, као и основна боја државног грба Републике Србије и дела тренутног грба АП Војводине посвећеног Банату, у хералдици се узима као боја борбе и истрајности. Грбом доминира шест прутова или пруга које престављају шест насељених места која се испреплићу на средини грба чиме престављају њихово окупљање у једну целину, односно Општину, такође чине крстолики објекат што је додатна повезаност са српским али и мађарским крстом.
У горњем, почасном, кантону на грбу стоји златни лав са сабљом кривошијом што је историјски део ознаке за Банат у ком је општина, такође тренутно на грбу АП Војводине. Такав лав такође, попут црвене боје, симболизује борбу, ратнички карактер и истрајност али је и симбол моралности, као владар копнених животиња у заједничком систему вредности симбола народа Европе. Три класа пшенице окренутих ка центру симболизују пољопривредну делатност али служе и као показатељ досељавања и сеоба на просторе општине, јер показују на центар грба који је по својом дизајнерском изгледу централни симбол савремене Општине.
Средњи грб такође има златну бедемску круну као симбол општине са одређеним бројем становника у Републици Србији. Као венац служе по три стабљике пшенице златне са обе стране, такође симбол главне привредне делатности и укупног броја села у општини. На траци или ленти као мото или гесло грба стоји ОПШТИНА НОВА ЦРЊА на службеном језику државе.

## Грбови општинских месних заједница
| Месна заједница | Грб |
| --------------- | --- |
| Александрово    |     |
| Војвода Степа   |     |
| Српска Црња     |     |
| Радојево        |     |
| Тоба            |     |
| Нова Црња       |     |